# Tinja Gornja
Tinja Gornja är en ort i Bosnien och Hercegovina.   Den ligger i entiteten Federationen Bosnien och Hercegovina, i den centrala delen av landet, 90 km norr om huvudstaden Sarajevo. Tinja Gornja ligger 299 meter över havet och antalet invånare är 2 287.
Terrängen runt Tinja Gornja är kuperad åt nordost, men åt sydväst är den platt. Runt Tinja Gornja är det ganska tätbefolkat, med 93 invånare per kvadratkilometer.. Närmaste större samhälle är Tuzla, 12,2 km sydost om Tinja Gornja. 
Omgivningarna runt Tinja Gornja är en mosaik av jordbruksmark och naturlig växtlighet.